# Mammillaria sanchez-mejoradae
Mammillaria sanchez-mejoradae (укр. Мамілярія Санчес-Мехоради) — сукулентна рослина з роду мамілярія (Mammillaria) родини кактусових (Cactaceae).

## Історія

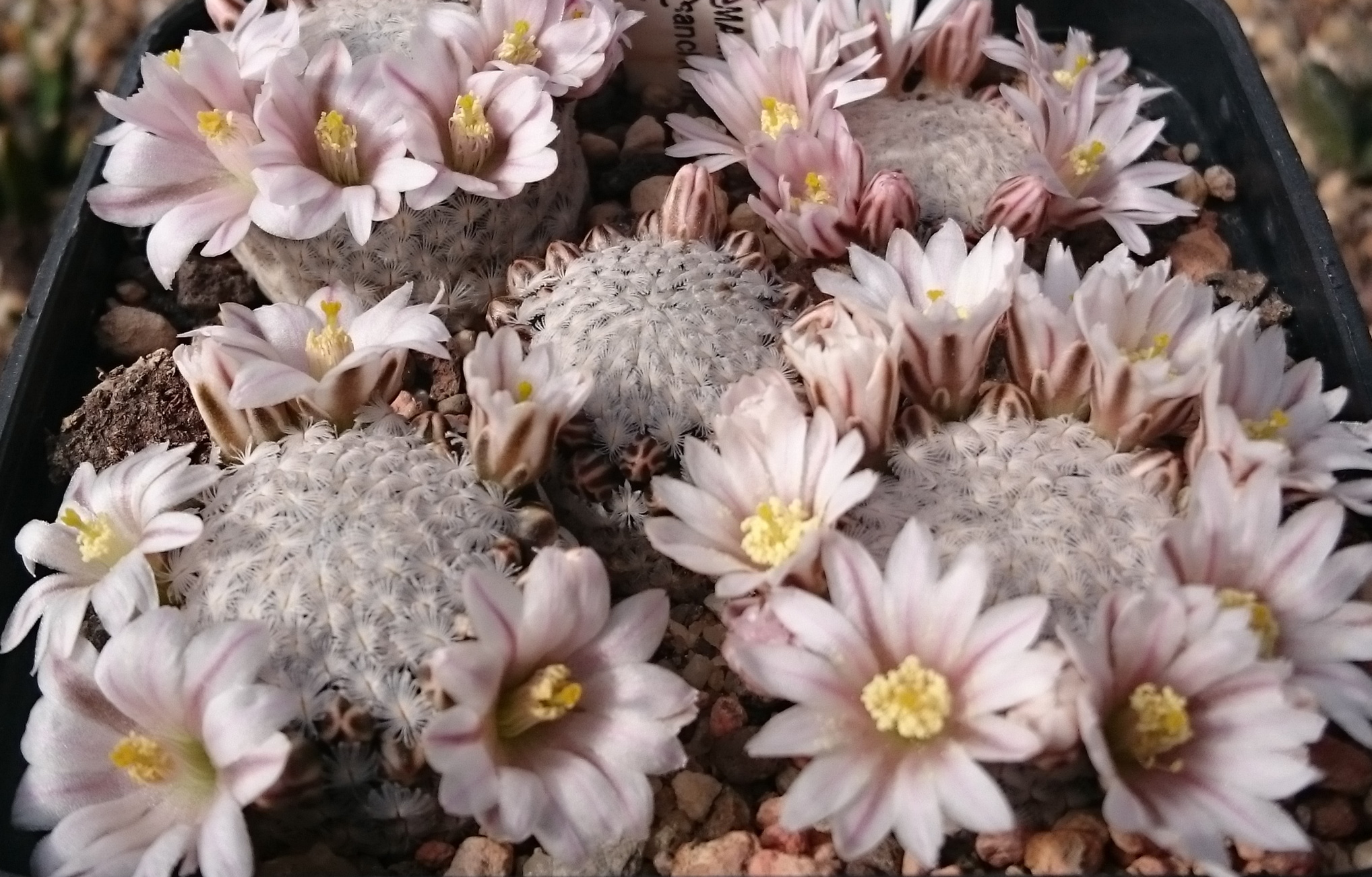
Цвітіння Mammillaria sanchez-mejoradae

Вид вперше описаний мексиканським ботаніком Родріго Гонсалесом (ісп. Rodrigo González) у 1992 році у виданні «Кактуси і сукуленти Мексики» (ісп. «Cactáceas y Suculentas Mexicanas»).

## Етимологія
Видова назва дана на честь мексиканського ботаніка Ернандо Санчес-Мехоради (ісп. Hernándo Sánchez-Mejorada, 1926—1988).

## Ареал і екологія
Mammillaria sanchez-mejoradae є ендемічною рослиною Мексики. Ареал розташований у штаті Нуево-Леон. Рослини зростають на висоті близько 2200 метрів над рівнем моря на пагорбах, на вапняних породах серед ксерофільних низьких чагарників.

## Морфологічний опис
| Орган              | Опис                                                                                |
| Рослини            | поодинокі.                                                                          |
| Коріння            |                                                                                     |
| Стебло             | сплюснуто-кулясте до кулястого, до 3 см заввишки, в діаметрі 1-3 см.                |
| Епідерміс          | яскраво-зелений.                                                                    |
| Маміли             | конічні, без молочного соку.                                                        |
| Ареоли             |                                                                                     |
| Аксили             | голі.                                                                               |
| Центральні колючки | немає.                                                                              |
| Радіальні колючки  | 30-40, борін, волосоподібні, тверді, білі, притиснуті до маміл, завдовжки 1,5-2 мм. |
| Квіти              | дзвоноподібні, білувато-рожеві, до 16 мм завдовжки, в діаметрі 20 мм.               |
| Бутони             |                                                                                     |
| Зовнішні пелюстки  |                                                                                     |
| Внутрішні пелюстки |                                                                                     |
| Тичинки            |                                                                                     |
| Маточка            |                                                                                     |
| Плоди              | кулясті, повністю занурені в стебло, в діаметрі 3-8 мм.                             |
| Насіння            | чорне.                                                                              |

## Чисельність, охоронний статус та заходи по збереженню
Mammillaria sanchez-mejoradae входить до Червоного списку Міжнародного союзу охорони природи на межі зникнення (CR).
Вид має площу розміщення менше 1 км² і знаходиться в одному місці. Все місце зростання Mammillaria sanchez-mejoradae розташоване на приватній землі за електричною огорожею, але доступ можливий за невелику плату. Оскільки це місце добре відоме як комерційним, так і любительським колекціонерам, чисельність цієї мамілярії внаслідок незаконного збору постійно знижується. Зараз вона становить менше 500 рослин. З моменту відкриття цього виду Гонсалесом у 1986 році чисельність рослин зменшилася приблизно на 75 %.
У Мексиці ця рослина занесена до Національного переліку видів, що перебувають під загрозою вимирання, де вона включена до категорії «під загрозою вимирання».
Охороняється Конвенцією про міжнародну торгівлю видами дикої фауни і флори, що перебувають під загрозою зникнення (CITES).

## Систематика
Цей вид зовні нагадує Mammillaria lasiacantha, але визнається як окремий вид всіма провідними фахівцями із систематики кактусових, включно з Едвардом Андерсоном, Девідом Гантом і Джоном Пілбімом.